# Official Gazette The Bahamas
«Official Gazette The Bahams» (укр. Офіційний вісник Багамських Островів) — урядова газета Багамських Островів. Публікується в Нассау Канцелярією Кабінету Міністрів відповідно до положень Розділу 4 Закону про тлумачення та загальні положення. Скрізь, де в законодавстві Багамських островів використовується слово «Газета», воно означає «Офіційний вісник Багамських Островів», а також будь-який додаток або позачерговий вісник, що видається. Офіційний вісник публікується щотижня, але інші вісники виходять за потребою. У законі слово «Газета» охоплює «будь-яку газету, що видається і має загальний тираж на Багамських Островах і визначена як Газета наказом Генерал-губернатора».

## Історія
«Офіційний вісник Багамських Островів» був опублікований Джоном Веллзом у 1783 році. Джон Веллз був лоялістом, який привіз друкарський верстат на Багамські Острови.